# 唐帕特里克男爵愛德華·溫莎
唐帕特里克男爵愛德華·埃德蒙·馬克西米利安·喬治·溫莎（英語：Edward Edmund Maximilian George Windsor, Lord Downpatrick；1988年12月2日—），通常被稱作艾迪·唐帕特里克（英語：Eddy Downpatrick），是一名英國時裝設計師及前金融分析師，也是時裝品牌FIDIR的共同創辦人兼創意總監。
他在肯特公爵爵位繼承順序中排名第二順位，僅次於其父聖安德魯斯伯爵喬治·溫莎；並以祖父肯特公爵愛德華王子的附屬爵位「唐帕特里克男爵」作為禮節性頭銜。他是因皈依羅馬天主教而被剝奪王位繼承權者中最年長的。

## 早年生活及家庭
愛德華在1988年12月2日出生於倫敦聖瑪麗醫院，並在劍橋長大。他是肯特公爵法定繼承人聖安德魯斯伯爵喬治·溫莎與伯爵夫人西爾瓦娜·托馬塞利的長子。威爾斯王妃戴安娜是他的教母，但黛安娜王妃在愛德華進一步認識她之前便已離世。
愛德華有兩名妹妹，瑪里娜·溫莎女勳爵與擔任時裝模特的亞美莉亞·溫莎女勳爵；他也與碧翠絲公主相當親近。他的曾祖母根德公爵夫人瑪麗娜公主在戰後時期是英國王室的潮流指標。

## 教育與職業
愛德華曾就讀於伊頓公學，後獲牛津大學基布爾學院錄取修讀現代語言，並專攻法語和德語專業。他就學期間曾擔任牛津大學布寧頓會的會長。他在畢業後曾考慮加入英國陸軍，但因在橄欖球比賽中受傷而作罷。
愛德華最早在2009年於蘇格蘭遠足時便萌生創立自家時裝品牌的想法，但他其後決定先專注於學業和在摩根大通擔任金融分析師的工作。他於2016年離開摩根大通後便開始擔任時裝設計師，並與賈斯汀·達爾比（Justine Dalby）於翌年創立時裝品牌FIDIR，並至今擔任創意總監一職。該品牌主要售賣一系列戶外服裝和配飾，愛德華則通常從蘇格蘭高地取得靈感，並負責設計手袋、錢包、運動衫、盥洗用品袋和T恤等品項。

## 王位繼承權
2003年，時齡15歲的愛德華決定仿效同樣接受過英格蘭教會洗禮的祖母肯特公爵夫人凱瑟琳和叔叔尼古拉斯·溫莎，領受羅馬天主教教會的堅振聖事。按照《1701年嗣位法令》，他因此失去王位繼承資格，是因皈依天主教而被剝奪王位繼承權者中最年長的。若未被剝奪繼承權，愛德華截至2021年6月年本應排名第42順位。由於肯特公爵爵位繼承不受《1701年嗣位法令》規範，他仍在其中排名第二順位。